# Metanura
Genre
Metanura est un genre de collemboles de la famille des Neanuridae.

## Distribution
Les espèces de ce genre se rencontrent en Asie.

## Liste des espèces
Selon Checklist of the Collembola of the World (version du 12 octobre 2019) :
- Metanura cassagnaui Deharveng & Weiner, 1984
- Metanura iriomotensis (Yosii, 1965)
- Metanura kitayamana Yoshii, 1995
- Metanura nagatonis Yoshii, 1995
- Metanura okinawana (Yosii, 1965)
- Metanura sanctisebastiani Yosii, 1954
- Metanura yamashironis Yoshii, 1995

## Publication originale
- Yosii, 1954 : Hohlencollembolen Japans I. Kontyu Tokyo, vol. 20, p. 62-70.